# 용호동 (부산)
용호동(龍湖洞)은 부산광역시 남구의 법정동이다. 행정동 용호1~4동으로 나뉜다.

## 개요
대연동, 남천동, 용당동 등과 인접하고 있으며, 과거에는 용호동 가장 안쪽 오륙도에 한센병 환자들이 모여살던 지역이 있어서 부산 내에서 용호동의 이미지는 나환자촌 혹은 가난한 동네라는 이미지가 강했으나, 나환자촌이 철거되고 2000년대 이후 개발이 이루어지며 LG메트로시티, GS하이츠자이, W, 오륙도 SK뷰 등 중대형 평수 위주의 고급 아파트 단지들과 쌍용예가, 일신님아파트, 롯데캐슬 아인스 등 신축 아파트 단지들이 들어서며 부산의 부촌 대열에 속하게 되었다.

## 주요 시설
- 도로교통공단 부산남부운전면허시험장

## 교육

### 초등학교
- 분포초등학교
- 용문초등학교
- 용호초등학교
- 오륙도초등학교
- 운산초등학교
- 백운초등학교
- 용산초등학교

### 중학교
- 분포중학교
- 오륙도중학교
- 용문중학교
- 용호중학교

### 고등학교
- 예문여자고등학교
- 분포고등학교
- 한국조형예술고등학교

## 아파트
| 단지명                          | 건설사                | 시행사                           | 주소              | 입주        | 비고             |
| ------------------------------- | --------------------- | -------------------------------- | ----------------- | ----------- | ---------------- |
| 데시앙 해링턴 플레이스 파크시티 | 효성중공업 태영건설   | 용호3구역 주택재개발정비사업조합 |                   | 2023년 5월  | 용호3구역 재개발 |
| LG메트로시티                    | 엘지건설㈜ 중앙건설   | 엘지건설㈜ 중앙건설              |                   |             |                  |
| GS하이츠자이                    | 지에스건설㈜ 중앙건설 | 지에스건설㈜ 중앙건설            | 남구 신선로 566   | 2008년 4월  |                  |
| 오륙도 SK뷰                     | 에스케이건설㈜        | 무송종합엔지니어링㈜             | 남구 오륙도로 85  | 2008년 10월 |                  |
| 일신 林(님) 2차                 | ㈜일신건설산업        | ㈜일신건설산업                   | 남구 용호로 38-17 | 2006년 2월  |                  |
| 롯데캐슬 아인스                 | 롯데건설              | ㈜명문포커스                     |                   | 2007년 2월  |                  |

## 같이 보기
- 대한민국의 지리